# Assamiella marginata
Genre
Espèce
Synonymes
- Assamia marginata Roewer, 1912

Assamiella marginata, unique représentant du genre Assamiella, est une espèce d'opilions laniatores de la famille des Assamiidae.

## Distribution
Cette espèce est endémique de Birmanie. Elle se rencontre dans les Dawna Hills.

## Description
L'holotype  mesure 5 mm.

## Systématique et taxinomie
Cette espèce a été décrite sous le protonyme Assamia marginata par Roewer en 1912. Elle est placée dans le genre Assamiella par Roewer en 1923.

## Publications originales
- Roewer, 1912 : « Die Familien der Assamiiden und Phalangodiden der Opiliones-Laniatores. (= Assamiden, Dampetriden, Phalangodiden, Epedaniden, Biantiden, Zalmoxiden, Samoiden, Palpipediden anderer Autoren). » Archiv für Naturgeschichte, sér. A, vol. 78, no 3, p. 1–242 (texte intégral).
- Roewer, 1923 : Die Weberknechte der Erde. Systematische Bearbeitung der bisher bekannten Opiliones. Gustav Fischer, Jena, p. 1-1116 (texte intégral).